# Eerste Slowaakse Republiek

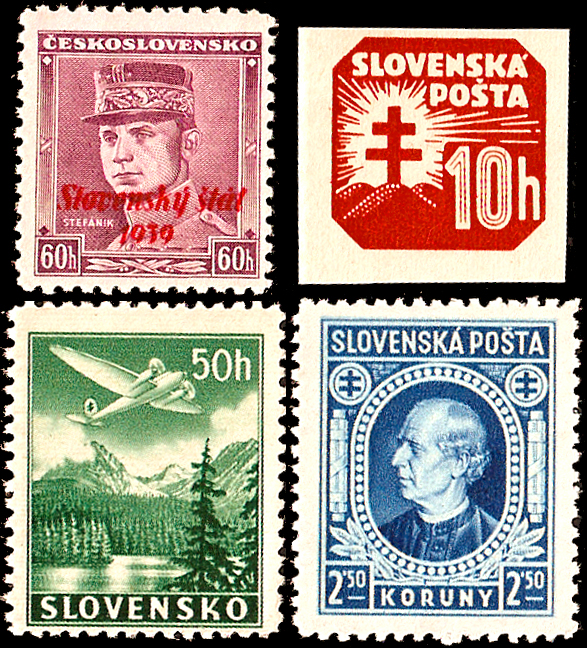
Postzegels van Slowaakse Republiek, 1939-45

De Eerste Slowaakse Republiek (Slowaaks: (prvá) Slovenská republika) was een onafhankelijke staat tussen 14 maart 1939 en 8 mei 1945. De oprichting van de staat was een gevolg van de bezetting van Tsjecho-Slowakije door nazi-Duitsland. Het land was een bondgenoot van nazi-Duitsland en afhankelijk van deze staat. De toevoeging Eerste werd toegevoegd na de creatie van Slowakije in 1993.

## Ontstaan
Tsjecho-Slowakije (de eerste Tsjecho-Slowaakse Republiek) had al vanaf zijn ontstaan in 1918 te kampen met een groot minderhedenprobleem. De Duitse belangstelling voor Sudetenland leidde ertoe dat ook Slowaakse separatisten werden aangemoedigd om de centrale regering in Praag te verzwakken. Na het Verdrag van München in september 1938 werd de tweede Tsjecho-Slowaakse Republiek gevormd, een soort federatie met aan het hoofd de zwakke president Hácha. Ook moest Tsjecho-Slowakije het Sudetenland afstaan aan nazi-Duitsland. Hiermee verloor Tsjecho-Slowakije belangrijke industriële gebieden en verdedigingswerken. Duitsland bleef doorgaan met zijn agitaties, die uiteindelijk leidden tot het uiteenvallen van Tsjecho-Slowakije.
In maart 1939 werd de Slowaakse leider Jozef Tiso in Berlijn ontboden, waar Hitler hem mededeelde dat de tijd voor Slowakije gekomen was. Slowakije zou de onafhankelijkheid moeten uitroepen en Duitsland zou als "beschermheer" optreden. Als de Slowaken weigerden zou hun hele land verzwolgen worden door Hongarije. Dit land stond al in de startblokken om (delen van) Slowakije te bezetten. De Slowaken zwichtten en Eerste Slowaakse Republiek werd opgericht op 14 maart 1939. De Tsjechen sloegen terug door delen van Bratislava militair te bezetten, maar bezweken zelf onder de Duitse druk. 15 maart werd het Tsjechische hartland bezet dat werd omgevormd tot het Protectoraat Bohemen en Moravië. Een dag later trokken de Duitse troepen Slowakije binnen en bezetten strategische punten.
Het land stond onder leiding van president Jozef Tiso van de Slowaakse Volkspartij, die tot 1939 de grootste partij was in het Slowaakse deel van Tsjecho-Slowakije. Het land werd ook internationaal erkend. Feitelijk was en bleef de republiek een Duitse satellietstaat.

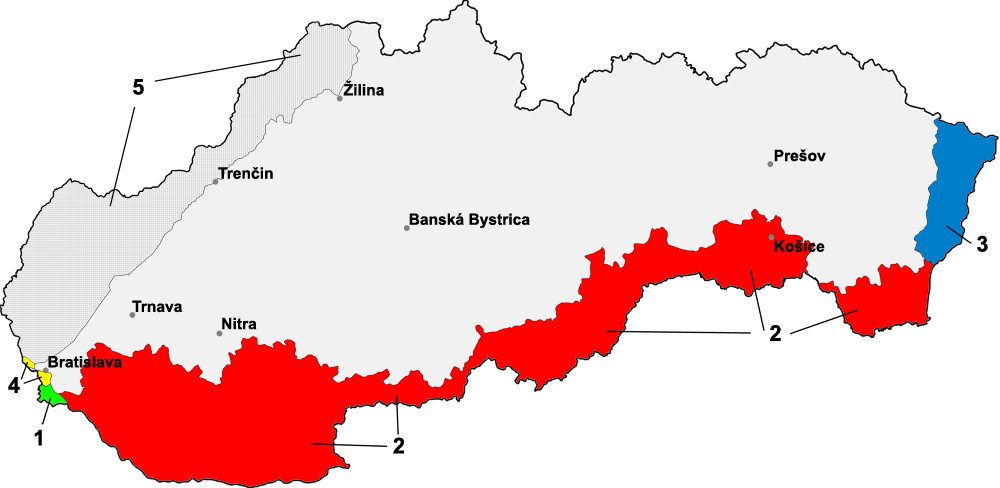
Slowakije van 1939-1945. Groen - tot 1947 Hongaars; rood - van 1938-1945 Hongaars; blauw - oostelijk gebied rond Stakčín en Sobrance; geel - Devín en Petržalka, van 1938-1945 Duits; grijs - "protectiezone" bezet door het Duitse leger.

De Slowaken moesten genoegen nemen met een "aangevreten" Slowakije. Hongarije had grote gebieden toegewezen gekregen in het zuiden, alsmede Karpato-Roethenië. Dit gebied was al aan Hongarije toegezegd en werd na een "grensincident" in een korte oorlog (23-31 maart 1939) bezet. De Hongaren waren echter hebberig en stootten door naar het westen, Slowakije in. Er was een ondubbelzinnig bevel van Duitsland voor nodig om de Hongaarse opmars te stoppen. Uiteindelijk werd in de Eerste Scheidsrechterlijke Uitspraak van Wenen het gebied aan Hongarije toegewezen.

## Politiek
Slowakije nam de wetgeving van Tsjecho-Slowakije grotendeels over. Op 21 juli 1939 werd een grondwet vastgesteld. Slowakije was een republiek, waarvan Jozef Tiso eerst premier en vervolgens tot 1945 president was. Tiso werd als premier opgevolgd door Vojtech Tuka. Het Slowaakse parlement dat in 1938 onder Tsjecho-Slowakije was gekozen bleef in functie. Hoewel het parlement voor vijf jaren was gekozen vonden tijdens de oorlog geen verkiezingen meer plaats. Het parlement was het hoogste wetgevende orgaan in de republiek. De belangrijkste partij was de Slowaakse Volkspartij; daarnaast waren de Hongaarse en de Duitse minderheid ieder met een eigen partij vertegenwoordigd. Andere partijen waren verboden, maar dit verbod bestond al voor de oprichting van de Slowaakse republiek.

## Slowakije in de Tweede Wereldoorlog
Slowakije richtte een eigen staatsstructuur in en stichtte een 60.000 man sterk leger dat aan Duitse zijde meevocht in de Tweede Wereldoorlog. Slowakije viel samen met Duitsland Polen binnen in september 1939. Dit leger stond onder leiding van Ferdinand Čatloš. Ze kwamen tot 30 km in het binnenland van Polen en toen werden verschillende divisies weer teruggetrokken. Al sinds 1920 waren er meningsverschillen over de grens en deze werd in voordeel van Slowakije gewijzigd. In 1941 assisteerde het grootste deel van het leger de Duitsers in Operatie Barbarossa. In augustus 1944 kwamen de Slowaken echter in opstand tegen de Duitsers en tegen Tiso, wat zich uitbreidde tot opstand en muiterij in het leger. De Duitsers sloegen de opstand met harde hand neer en nu werd zelfs de schijn van een onafhankelijk Slowakije niet meer opgehouden.
De Eerste Slowaakse Republiek hield op 4 mei 1945 feitelijk op te bestaan toen het Rode Leger ook Bratislava bezette. Op 8 mei 1945 tekende de Slowaakse regering in het Oostenrijkse Kremsmünster de capitulatie voor generaal Walton Walker van het XX US-Corps. In 1945 werd Tsjecho-Slowakije (de derde Tsjecho-Slowaakse Republiek) als land weer hersteld.

## Slowakije en de Joden
In navolging van Duitsland nam Slowakije maatregelen tegen de Joden. In september 1941 werd wetgeving aangenomen die de Joden verplichtte een gele armband te dragen, die Joden uitsloot van vele functies en die het afsluiten van gemengde huwelijken verbood. In oktober 1941 werden 15.000 Joden uit de hoofdstad Bratislava gedeporteerd. Velen werden naar werkkampen gestuurd.
Na de Wannseeconferentie sloot Slowakije een overeenkomst met Duitsland, waarbij Joden werden uitgezet naar Duitsland en er per gedeporteerde Jood aan Duitsland werd betaald. De deportaties startten op 25 maart 1942, maar stopten op 20 oktober van dat jaar, onder meer na druk uit het Vaticaan, nadat bekend was geworden dat de deportatie niet leidde richting dwangarbeid, maar richting moord. In die tijd waren al 58.000 Joden gedeporteerd, voor een groot deel naar Auschwitz.
Op 30 september 1944 werden de deportaties hervat. Op dat moment stond het Rode Leger al aan de oostgrens van Slowakije en was de Slowaakse opstand door Duitsland neergeslagen. Na de opstand werd Slowakije door Duitsland bezet en er werden tot 31 maart 1945 nog 13.500 Joden gedeporteerd. In totaal kwam ongeveer driekwart van de vooroorlogse Joodse bevolking om het leven.
| |                                                      |                                                      |                                                                                  |                                                     |                                               |                                                               |                                                                |                                                        |
| | Tsjecho-Slowakije – Tsjechoslowakije (1918-1992)     |                                                      |                                                                                  |                                                     |                                               |                                                               |                                                                |                                                        |
| Oostenrijk-Hongarije (tot 1918) Bohemen, Moravië, delen van Silezië, noorden van Koninklijk Hongarije (Slowakije en Karpato-Roethenië) | Eerste Tsjecho-Slowaakse Republiek (ČSR) (1918-1938) | "Sudetenland" (1938-1945)                            | "Sudetenland" (1938-1945)                                                        | Derde Tsjecho-Slowaakse Republiek (ČSR) (1945-1948) | Tsjecho-Slowaakse Republiek (ČSR) (1948-1960) | Tsjecho-Slowaakse Socialistische Republiek (ČSSR) (1960-1990) | Tsjechische en Slowaakse Federale Republiek (ČSFR) (1990-1992) | Tsjechië (ČR) (sinds 1993) Slowakije (SR) (sinds 1993) |
| Oostenrijk-Hongarije (tot 1918) Bohemen, Moravië, delen van Silezië, noorden van Koninklijk Hongarije (Slowakije en Karpato-Roethenië) | Eerste Tsjecho-Slowaakse Republiek (ČSR) (1918-1938) | Tweede Tsjecho-Slowaakse Republiek (ČSR) (1938-1939) | Protectoraat Bohemen en Moravië (1939-1945) Slowaakse Republiek (SR) (1939-1945) | Derde Tsjecho-Slowaakse Republiek (ČSR) (1945-1948) | Tsjecho-Slowaakse Republiek (ČSR) (1948-1960) | Tsjecho-Slowaakse Socialistische Republiek (ČSSR) (1960-1990) | Tsjechische en Slowaakse Federale Republiek (ČSFR) (1990-1992) | Tsjechië (ČR) (sinds 1993) Slowakije (SR) (sinds 1993) |
| Oostenrijk-Hongarije (tot 1918) Bohemen, Moravië, delen van Silezië, noorden van Koninklijk Hongarije (Slowakije en Karpato-Roethenië) | Eerste Tsjecho-Slowaakse Republiek (ČSR) (1918-1938) | Karpato-Oekraïne (1938-1939)                         | Karpato-Roethenië bij Hongarije (1939-1945)                                      | deel van Oekraïense SSR (1945-1991)                 | deel van Oekraïense SSR (1945-1991)           | deel van Oekraïense SSR (1945-1991)                           | Oblast Transkarpatië Oekraïne (vanaf 1991)                     | Oblast Transkarpatië Oekraïne (vanaf 1991)             |
| |                                                      | Duitse bezetting / Tweede Wereldoorlog               | Duitse bezetting / Tweede Wereldoorlog                                           | Sovjetperiode / Volksrepubliek                      | Sovjetperiode / Volksrepubliek                | Sovjetperiode / Volksrepubliek                                |                                                                |                                                        |
| |                                                      |                                                      | Regering in ballingschap                                                         |                                                     |                                               |                                                               |                                                                |                                                        |
| |                                                      |                                                      |                                                                                  |                                                     |                                               |                                                               |                                                                |                                                        |